# المراهقة الفارغة
المراهقة الفارغة أو المراهق الكسول (بالإنجليزية:Teen Idle) هي الأغنية التاسعة من ألبوم إلكترا هارت للمغنية الويليزية مارينا آند ذا دايمنز المعروفة حاليا بمارينا.

## قصة الأغنية
"Teen Idle" كتبت مارينا الأغنية بشكل منفرد بحيث تتناول مشاعر الإحباط والملل التي قد يشعر بها المراهقين . الأغنية تركز على الحياة المعقدة الخاصة بهم، حيث تتطرق إلى التوقعات المجتمعية التي تُفرض عليهم، بالإضافة إلى الصراع الداخلي بين الرغبة في التحرر من تلك القيود وبين الشعور بالفراغ والتشويش. مارينا تعبر عن فكرة أنها كانت "عاطلة" في تلك المرحلة من حياتها، بحيث كانت تحاول أن تكون نموذجاً للمثالية التي يتوقعها المجتمع، لكنها كانت تشعر بالعجز عن تحقيق ذلك.تناولت مارينا فالأغنية موضوع إضطراب الآكل (رجيم تقيء الذاتي) بحيث تقول: "I want blood, guts, and angel cake,I'm gonna puke it anyway  من أجل خفض الوزن لهدف الحصول على قوام جسدي مثلما تراه على السيدات المشهورات وفي بداية الأغنية: "I wanna be a bottle blonde, I don't know why but i feel conned ". هذه الكلمات تعكس التوتر بين رغبتها في أن تكون قدوة للآخرين وبين إدراكها لمدى الضغوط التي يتم فرضها على الشباب لتلبية معايير المجتمع ، بالإضافة إلى موضوع فقدان العذرية وشعورها بذنب لكسرها لقواعد الدين. في الجوقة أو الكورس (chorus) لم توضح في الفقرة الرابعة التي قالت فيها burning up a bible ان كانت تقصد القراءة المتمعنة والمكررة لإنجليل أم انها تحرقه لسبيل تحرر من القيود الدينية.

## ردود الفعل
أشادت المغنية الأمريكية بيلي إيليش بأغنية "Teen Idle" في الحلقة الثالثة من بودكاست Me & Dad Radio، وهو برنامجها الإذاعي الخاص، حيث أعجبت بالكلمات المباشرة المثيرة للجدل وقالت "كانت مثل المرة الأولى التي سمعت فيها أغنية عن الاكتئاب الفعلي"،.كما أشادت المغنية الأمريكية ميلاني مارتينيز بأغنية "Teen Idle" في مقابلة مع موقع أخبار المشاهير Hollywire، حيث أجابت على سؤال حول أغنية "تتمنى لو كتبتها"، قائلة "الكلمات مثالية والألحان مجنونة".

## الشهادات و المبيعات
| الدولة                            | الشهادة | عدد المبيعات |
| --------------------------------- | ------- | ------------ |
| الولايات المتحدة الأمريكية (RIAA) | الذهبية | 500,000‡     |